# Llista de municipis de Càller
Aquesta és la llista dels 71 municipis que hi havia a la província de Càller (Sardenya), amb el seu nom oficial en italià i el seu equivalent en sard.
| Nom italià         | Nom sard           |
| Armungia           | Armungia           |
| Assemini           | Assèmini           |
| Ballao             | Ballau             |
| Barrali            | Barrali            |
| Burcei             | Burcei             |
| Cagliari           | Casteddu           |
| Capoterra          | Cabuderra          |
| Castiadas          | Castiadas          |
| Decimomannu        | Dèximu Mannu       |
| Decimoputzu        | Dèximu Putzu       |
| Dolianova          | Partiolla          |
| Domus de Maria     | Domus de Maria     |
| Donori             | Donori             |
| Elmas              | Su Masu            |
| Escalaplano        | Iscalepranu        |
| Escolca            | Scroca             |
| Esterzili          | Istersili          |
| Gergei             | Xrexei             |
| Gesico             | Gèsigu             |
| Goni               | Goni               |
| Guamaggiore        | Guamajori          |
| Guasila            | Guasila            |
| Isili              | Ìsili              |
| Mandas             | Mandas             |
| Maracalagonis      | Maracalagonis      |
| Monastir           | Muristeni          |
| Monserrato         | Pauli              |
| Muravera           | Murera             |
| Nuragus            | Nuragus            |
| Nurallao           | Nuradda            |
| Nuraminis          | Nuràminis]         |
| Nurri              | Nurri              |
| Orroli             | Orroli             |
| Ortacesus          | Ortacesus          |
| Pimentel           | Pramentelu         |
| Pula               | Pula               |
| Quartucciu         | Cuartuciu          |
| Quartu Sant'Elena  | Cuartu Sant'Aleni  |
| Sadali             | Sàdili             |
| Samatzai           | Samatzai           |
| San Basilio        | Santu 'Asili       |
| San Nicolò Gerrei  | Pauli Gerrei       |
| San Sperate        | Santu Sperau       |
| Sant'Andrea Frius  | Santu Andria Frius |
| San Vito           | Santu 'Idu         |
| Sarroch            | Sarrocu            |
| Selargius          | Ceraxus            |
| Selegas            | Sèlegas            |
| Senorbì            | Senorbì            |
| Serdiana           | Serdiana           |
| Serri              | Serri              |
| Sestu              | Sestu              |
| Settimo San Pietro | Sètimu             |
| Seulo              | Seulu              |
| Siliqua            | Silìcua            |
| Silius             | Silius             |
| Sinnai             | Sìnnia             |
| Siurgus Donigala   | Sriugus Donigalla  |
| Soleminis          | Solèminis          |
| Suelli             | Sueddi             |
| Teulada            | Teulada            |
| Ussana             | Ùssana             |
| Uta                | Uda                |
| Vallermosa         | Baddermosa         |
| Villanova Tulo     | Biddanoa Tulu      |
| Villaputzu         | Bidda de Putzu     |
| Villasalto         | Bidda de Sartu     |
| Villa San Pietro   | Santu Pedru        |
| Villasimius        | Crabonaxa          |
| Villasor           | Bidda Sorris       |
| Villaspeciosa      | Bidda Spetziosa    |